# Euphorbia erigavensis
Euphorbia erigavensis ist eine Pflanzenart aus der Gattung Wolfsmilch (Euphorbia) in der Familie der Wolfsmilchgewächse (Euphorbiaceae).

## Beschreibung
Die sukkulente Euphorbia erigavensis wächst aus einer knolligen Wurzel mit einem kurzen, dicken Stamm und mit aufrechten Trieben bis in 30 Zentimeter Wuchshöhe. Die wenig verzweigten Trieben werden 1,5 bis 2,5 Zentimeter dick. An ihnen sind flache und rundliche Warzen in einem Abstand von 10 Millimeter zueinander in fünf spiraligen Reihen angeordnet. Die länglich dreieckigen Dornschildchen werden bis 9 Millimeter lang und 5 Millimeter breit. Sie stehen völlig einzeln. Es werden sehr dicke 1,5 bis 3 Zentimeter lange Dornen und bis 3 Millimeter lange Nebenblattdornen ausgebildet.
Der Blütenstand besteht aus einfachen und einzelnen Cymen, die nahezu sitzend sind. Die Cyathien erreichen einen Durchmesser von 5 Millimeter und die elliptischen und gelb gefärbten Nektardrüsen stoßen aneinander. Über die Früchte und Samen ist nichts bekannt.

## Verbreitung und Systematik
Euphorbia erigavensis ist im Nordosten von Somalia auf steinigen Flächen mit nur wenig xerophytischen Bewuchs in Höhenlagen von 1465 bis 1790 Meter verbreitet.
Die Erstbeschreibung der Art erfolgte 1992 durch Susan Carter Holmes.